# ナショナル・ボード・オブ・レビュー賞 (2009年)
第81回ナショナル・ボード・オブ・レビュー賞は2009年の映画を対象とした賞であり、2009年12月4日に発表され、授賞式は2010年1月12日に開催された。

## 受賞一覧
- 作品賞 - 『マイレージ、マイライフ』

トップ10
- 『(500)日のサマー』
- 『17歳の肖像』
- 『ハート・ロッカー』
- 『イングロリアス・バスターズ』
- 『インビクタス/負けざる者たち』
- 『メッセンジャー』
- 『シリアスマン』
- 『スター・トレック』
- 『カールじいさんの空飛ぶ家』
- 『かいじゅうたちのいるところ』

- 外国語映画賞 - 『預言者』  フランス

トップ5
- The Maid  チリ
- Revanche  オーストラリア
- The Song of Sparrows  イラン
- Three Monkeys  トルコ
- 『白いリボン』  オーストリア ドイツ

- ドキュメンタリー映画賞 - 『ザ・コーヴ』

トップ5
- 『ビルマVJ 消された革命』
- 『クルード アマゾンの原油流出パニック』
- 『フード・インク』
- 『グッド・ヘアー アフロはどこに消えた?』
- The Most Dangerous Man In America: Daniel Ellsberg And The Pentagon Papers

- インディペンデント映画賞

（アルファベット順）
- Amreeka
- 『第9地区』
- 『グッバイ ソロ』
- Humpday
- In the Loop
- Julia
- 『僕と彼女とオーソン・ウェルズ』
- 『月に囚われた男』
- Sugar
- 『トゥー・ラバーズ』

- 主演男優賞
  - モーガン・フリーマン （『インビクタス/負けざる者たち』）
  - ジョージ・クルーニー （『マイレージ、マイライフ』）
- 主演女優賞 - キャリー・マリガン （『17歳の肖像』）
- 助演男優賞 - ウディ・ハレルソン （『メッセンジャー』）
- 助演女優賞 - アンナ・ケンドリック （『マイレージ、マイライフ』）
- アンサンブルキャスト賞 - 『恋するベーカリー』
- ブレイクスルー男優賞 - ジェレミー・レナー （『ハート・ロッカー』）
- ブレイクスルー女優賞 - ガボリー・シディベ （『プレシャス』）
- 監督賞 - クリント・イーストウッド （『インビクタス/負けざる者たち』）
- 新人監督賞
  - ダンカン・ジョーンズ（『月に囚われた男』）
  - オーレン・ムーヴァーマン（『メッセンジャー』）
  - マーク・ウェッブ（『(500)日のサマー』）
- 脚色賞 - ジェイソン・ライトマンとシェルドン・ターナー（『マイレージ、マイライフ』）
- 脚本賞 - ジョエル&イーサン・コーエン（『シリアスマン』）
- アニメーション映画賞 - 『カールじいさんの空飛ぶ家』
- 表現の自由賞
  - 『ビルマVJ 消された革命』
  - 『インビクタス/負けざる者たち』
  - The Most Dangerous Man In America: Daniel Ellseberg And The Pentagon Papers
- ウィリアム・K・エヴァーソン賞 （映画史に対して） -ジーン・ピッカー・ファステンバーグ( Jean Picker Firstenberg)
- Special Filmmaking Achievement Award - ウェス・アンダーソン （『ファンタスティック Mr.FOX』）